# Барасюк Андрій Васильович
Андрі́й Васи́льович Барасю́к (нар. 1 червня 1986 — 25 серпня 2015) — старший матрос Збройних сил України, учасник російсько-української війни.

## Життєпис
Народився 1986 року в місті Івано-Франківськ, навчався у школі № 12 і ПТУ № 1.
Мобілізований 9 березня 2015 року, пройшов місячне навчання під Києвом, направлений до зведеної бригади морської піхоти. Старший матрос, розвідник-топогеодезист 501-го окремого батальйону 36-ї окремої бригади морської піхоти.
25 серпня 2015-го загинув під час артилерійського обстрілу терористами близько опівночі поблизу села Сопине під Маріуполем.
Похований в Івано-Франківську на території Меморіального комплексу «Дем'янів Лаз» — філіалу Обласного музею визвольної боротьби імені Степана Бандери.
Без Андрія лишилися батьки, брат, бабуся.

## Нагороди
За особисту мужність, сумлінне та бездоганне служіння Українському народові, зразкове виконання військового обов'язку відзначений — нагороджений
- орденом «За мужність» ІІІ ступеня (16.1.2016, посмертно)[1]

## Почесні звання
- 25 квітня 2019 року йому присвоєно звання «Почесний громадянин міста Івано-Франківська» (посмертно).

## Вшанування пам'яті
- 2 жовтня 2015-го у Івано-Франківську на фасаді будинку по вулиці Симона Петлюри, 23, відкрито анотаційну дошку Андрію Барасюку.